# Lipová, Cheb
Lipová là một làng thuộc huyện Cheb, vùng Karlovarský, Cộng hòa Séc.